# غسان الرحباني
غسان الرحباني (13 مايو) 1964) موسيقي، منتج، كاتب أغاني، ملحن، موزع، قائد أوركسترا، عازف بيانو، مغني، وممثل مسرحي. وهو من روّاد موسيقى الهيفي-ميتال في لبنان والعالم العربي.

## النشأة والمسيرة
ولد في بيروت، لبنان، نشأ بين عائلة من الموسيقيين. هو ابن الموسيقي إلياس الرحباني. بدأ تعلّم العزف على البيانو في السادسة من عمره وباشر في تأليف الموسيقى في السابعة من عمره.
في عام 1976، شارك في الغناء مع أخيه جاد الرحباني في الألبوم الشهير الذي كان من تأليف أبيه إلياس الرحباني ويحتوي على 13 أغنية من أشهر الأغاني للأطفال: كلّن عندن سيّارات، طلع الضو عل واوي، عمّي بو مسعود.
في عام 1979، أصدر أول ألبوم له كفنان منفرد، باللغة الإنغليزية، في سن 15. ثم أصدر ألبومين في سن 16.
في عام 1981 أنشأ فرقة موسيقية اسمها وايلد هيز. وأنشأ فرقة أخرى هي غسان رحباني غروب GRG.
في عام 1987 وبعد أدائه أغنيتين من تأليفه نال جائزة الصحافة في مسابقة عالمية للأغنية في بولندا.
في عام 1990 أصدر عبر فرقته عدة أغانٍ بالعربية والإنغليزية، تعبر عن مواقفه لصالح البيئة، وضد السلطة والحكام اللبنانين والعرب.
في عام 1996 بدأ العرض المسرحي الموسيقي للملحمة التاريخية حنبعل، من تأليفه وتلحينه. وقد عُرضت في مهرجانات في لبنان وتونس، بمشاركة 111 ممثلاً وراقصاً.
في عام 1997 قام بتكوين فرقة الفور كاتس.
في عام 2000 مثّل دور «يهوذا» في المسرحية الموسيقية وقام في اليوم الثالث.
وفي العام نفسه أطلق مسرحية كما على الأرض، كذلك من فوق، من تأليفه، تلحينه، توزيعه، تسجيله، إخراجه، وبطولته، وبمشاركة 70 ممثلاً وراقصاً وتقنياً.
في عام 2008 قدّم برنامجه التلفزيوني الخاص بالمواهب الموسيقية غني مع غسان في أو تي في. وقد تجدد لعدة مواسم، وانتقل إلى تلفزيون الجديد.
في عام 2010 بدأ عرض المسرحية الموسيقية ومن الحب ما قتل، التي تشارك مع الفنان ملحم بركات في تأليفها، تلحينها، وأدائها. وقد عُرضت في مهرجان بعلبك.
أصدر 25 ألبوماً: 12 منها تحت اسم GRG، و 6 تحت اسم الفور كاتس. وله أكثر من 260 أغنية بالعربية والإنغليزية.
له تجربة في مجال الكوميديا، حيث شارك بدور «بلبل» في مسلسل الدنيا هيك التلفزيوني الذي عُرض في عام 2010.

## الحياة الشخصية
تزوج داليدا شماعي نجمة الفور كاتس سابقاً، صاحبة لقب أجمل وجه في حفلة ملكة جمال لبنان 1997. التقيا أول مرة بشأن احتمال مشاركتها في مسرحية له. وحين أسّس الفور كاتس كان مكانها محجوزاً فيها. لكنها تراجعت عن الأضواء حين تزوجته بعد 9 أعوام من التعارف. أنجبا توأمين: كريستي وساندي. وقد ابتعدت عن الأضواء نهائياً مع ولادة طفلتهما الثالثة ليا.

## أعماله
- هنادي (مسلسل - غناء)، 1985
- مستر غولد (فيلم - موسيقى تصويرية)، 1993
- إذا زعجك شيلو (أغنية مصورة - كلمات وألحان وتوزيع)، 1995
- حنبعل (مسرحية غنائية - تأليف وتلحين)، 1996
- وقام في اليوم الثالث (مسرحية غنائية - دور «يهوذا»)، 2000[2][3]
- كما على الأرض، كذلك من فوق (مسرحية غنائية - تأليف وتلحين وتوزيع وتسجيل وإخراج وبطولة)، 2000
- قرن الألفين (أغنية مصورة - كلمات وألحان وتوزيع)، 2003
- أسد وأربع قطط (فيلم - موسيقى تصويرية)، 2007
- غنّي مع غسان (برنامج تلفزيوني - إعداد وتقديم)، أو تي في ثم قناة الجديد، بداية من 2008
- ومن الحب ما قتل (مسرحية غنائية - تأليف وتلحين وأداء)، 2010
- الدنيا هيك (مسلسل - دور «بلبل»)، 2010
- لسه فاكر (أغنية مصورة)، 2020
- ارسم عمري (أغنية مصورة - كلمات وألحان وتوزيع)، 2020
- لوكداون (أغنية مصورة - كلمات وألحان وتوزيع)، 2020
- بعد ما شفت شي (أغنية مصورة - كلمات وألحان وتوزيع)، 2021

## روابط خارجية
- غسان الرحباني على موقع IMDb (الإنجليزية)
- غسان الرحباني على موقع قاعدة بيانات الأفلام العربية
- غسان الرحباني على موقع ديسكوغز (الإنجليزية)